# Abitudine (singolo)
Abitudine è un singolo del gruppo musicale italiano Subsonica il primo estratto dall'album Terrestre.
Il brano è stato composto a quattro mani da Max Casacci e Samuel, con testo del solo Samuel.

Il brano inizia con gli accordi di piano elettrico delle strofe che accompagnano la voce di Samuel, arricchita dagli arpeggi di chitarra nel refrain, fino al ritornello dominato dalla chitarra elettrica. Dopo la seconda strofa, viene dato spazio al bridge che presente un riff di chitarra arpeggiata, riproposto poi nella sezione strumentale finale. Dopo un altro ritornello, il brano si chiude con una sezione strumentale, composta dal solo Casacci, che ripropone il tema del bridge (sempre suo) con l'aggiunta di un solo di chitarra.

Il testo della canzone è stato scritto da Samuel Romano dopo la rottura della relazione con Roberta Sammarelli, bassista dei Verdena.